# 1960 dans les parcs de loisirs
| Années des parcs de loisirs : 1957 - 1958 - 1959 - 1960 - 1961 - 1962 - 1963    |
| Décennies des parcs de loisirs : 1930 - 1940 - 1950 - 1960 - 1970 - 1980 - 1990 |

## Parcs d'attractions

### Ouverture
- Freedomland USA (en) ( États-Unis) ouvert au public le 19 juin.
- Silver Dollar City ( États-Unis) ouvert au public le 1er mai.

### Fermeture
- White City ( États-Unis)

## Attractions

### Montagnes russes
| Nom                | Type/Modèle                      | Constructeur                  | Parc                           | Pays        |
| ------------------ | -------------------------------- | ----------------------------- | ------------------------------ | ----------- |
| Flying Coaster     | Montagnes russes en métal junior | B.A. Schiff & Associates (en) | Crystal Beach Park (en)        | Canada      |
| Runaway Mine Train | Wild Mouse en bois               |                               | Frontierland Family Theme Park | Royaume-Uni |
| Wild Mouse         | Wild Mouse                       | B.A. Schiff & Associates (en) | Elitch Gardens                 | États-Unis  |
| Wild Mouse         | Wild Mouse                       | B.A. Schiff & Associates (en) | Quassy Amusement Park (en)     | États-Unis  |

### Autres attractions
| Nom                                    | Type/Modèle       | Constructeur                    | Parc               | Pays       |
| -------------------------------------- | ----------------- | ------------------------------- | ------------------ | ---------- |
| Calico Mine Ride                       | Parcours scénique |                                 | Knott's Berry Farm | États-Unis |
| Dry Gulch Railroad                     | Train             |                                 | Hersheypark        | États-Unis |
| Mine Train through Nature's Wonderland | Parcours scénique | WED Enterprises                 | Disneyland         | États-Unis |
| Paddlewheel Excursions                 | Balade en bateaux |                                 | Cedar Point        | États-Unis |
| Wave Swinger                           | Parcours scénique | WED Enterprises[réf. souhaitée] | Playland           | Canada     |

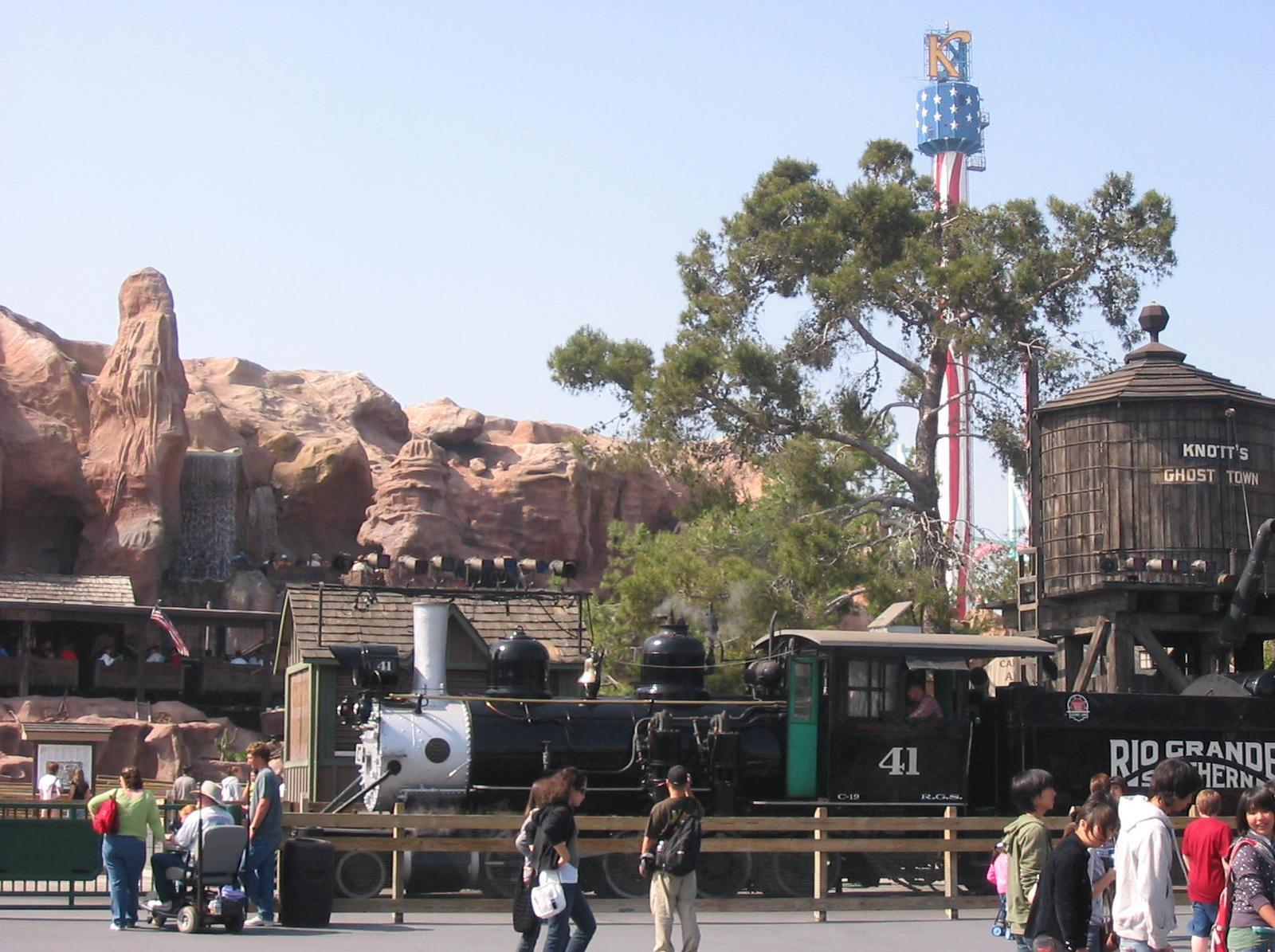
Calico Mine Ride à Knott's Berry Farm
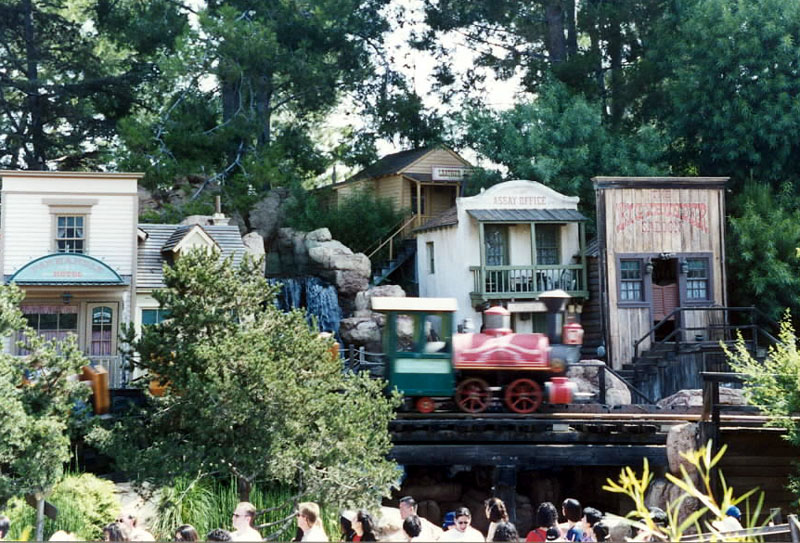
Mine Train through Nature's Wonderland à Disneyland
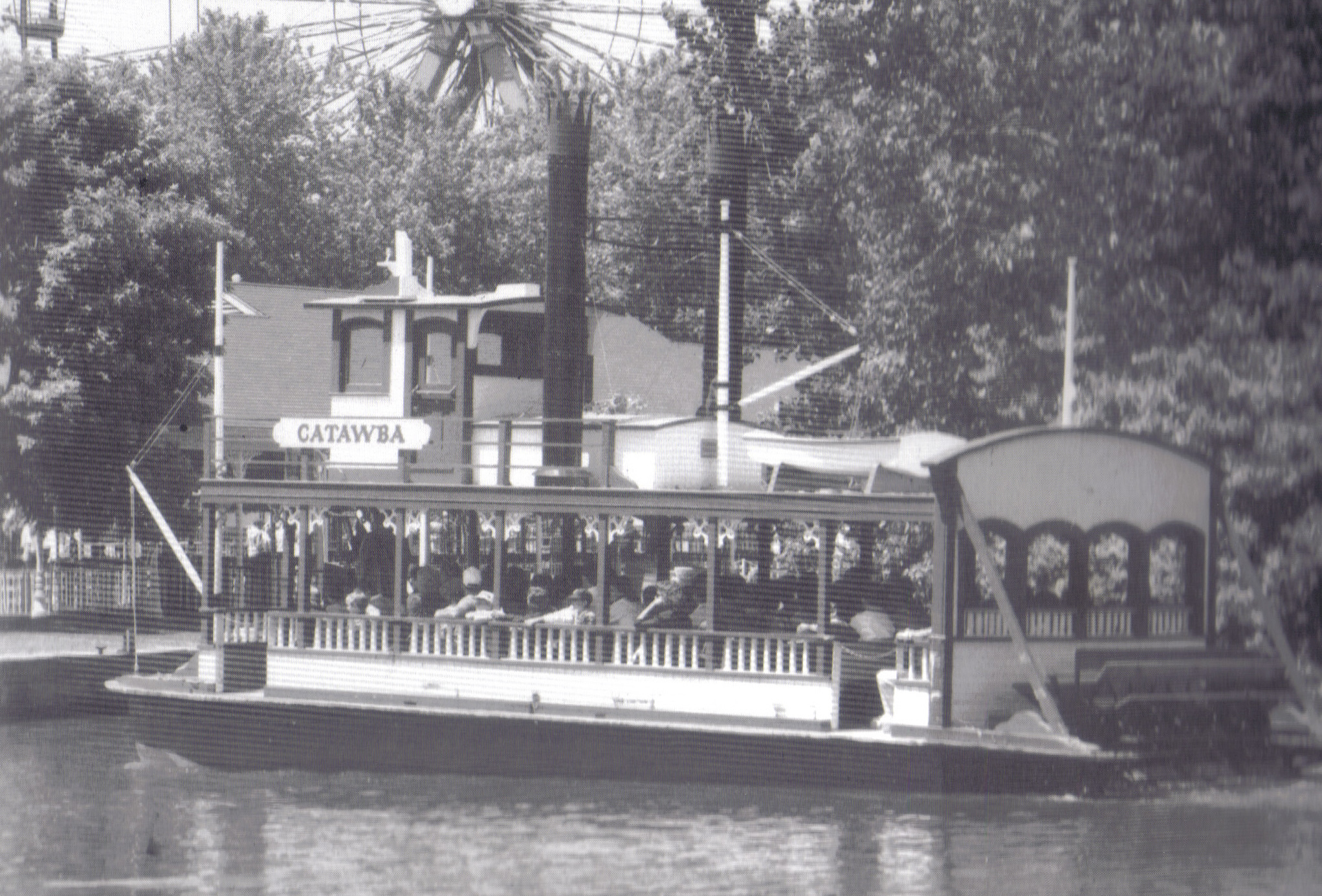
Paddlewheel Excursions à Cedar Point
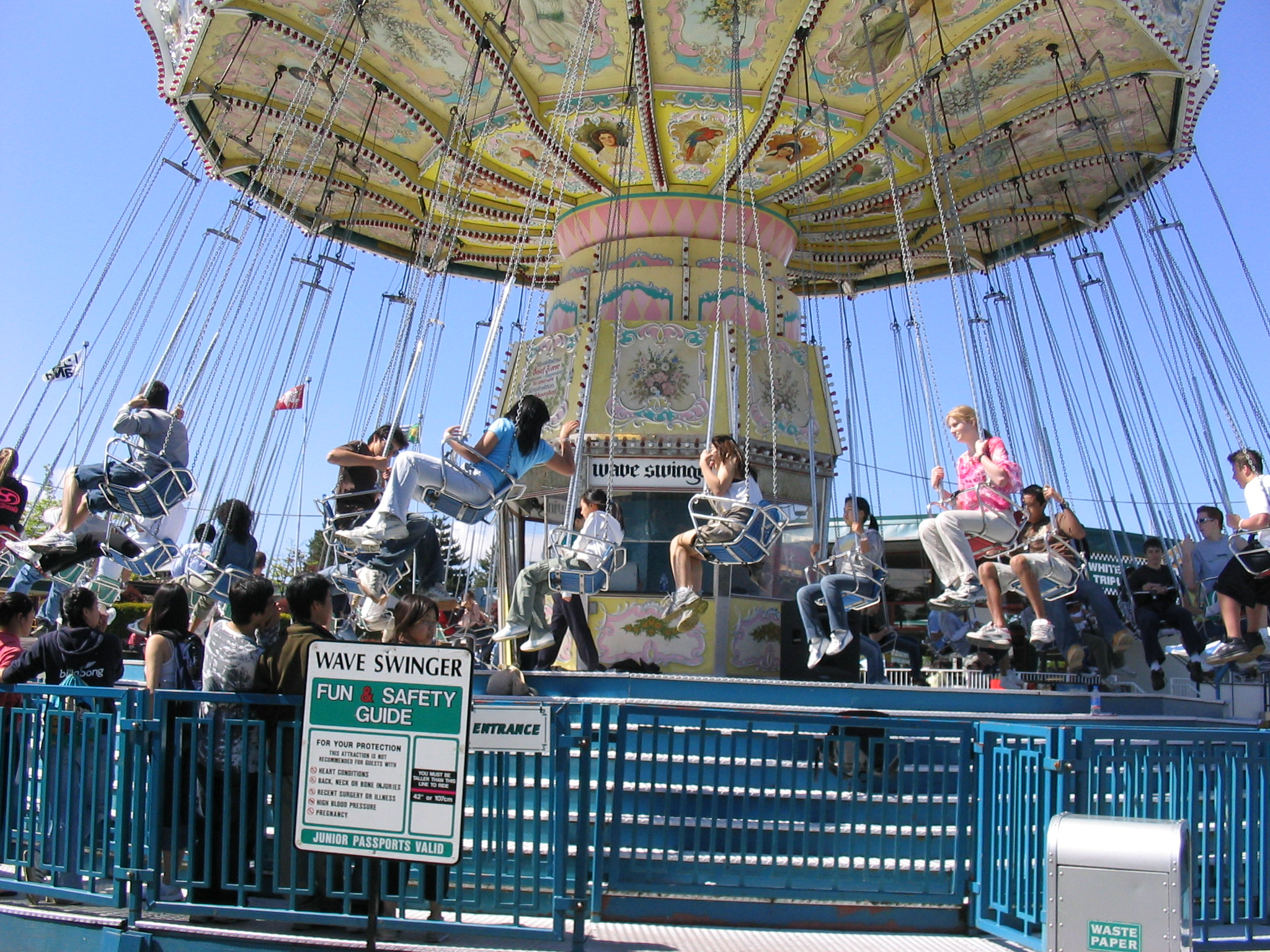
Wave Swinger à Playland

#### Nouveau thème
| Nom                                | Type / Modèle | Constructeur | Parc        | Pays       | Anciennement |
| ---------------------------------- | ------------- | ------------ | ----------- | ---------- | ------------ |
| Journey to the Center of the Earth | Old Mill      | Bill Tracy   | Dorney Park | États-Unis | Old Mill     |

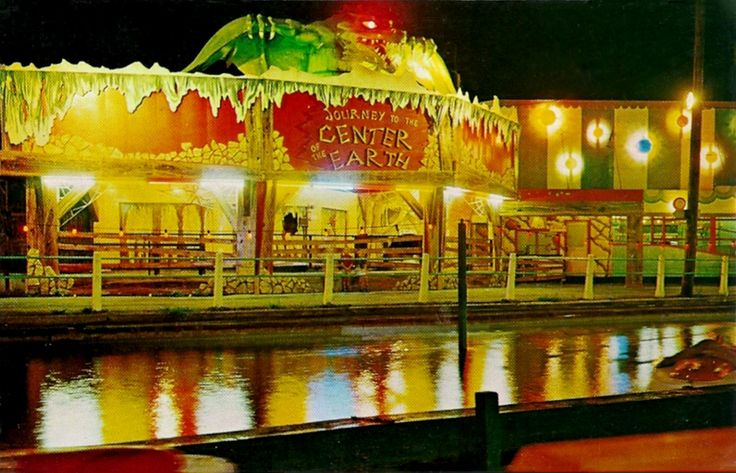
Journey to the Center of the Earth à Dorney Park